# Leonardo Gomes (futebolista)
Leonardo Gomes da Conceição Silva, mais conhecido como Leonardo Gomes (Araguaína, 30 de Março de 1996), é um futebolista brasileiro que atua como lateral-direito. Atualmente está sem clube.

## Carreira
Nascido em Araguaína, Tocantins, Leonardo estreou como jogador profissional pela equipe do Vila Nova. Ele fez sua estreia pelo clube no dia 2 de junho de 2013, vindo do banco de reservas em uma vitória contra o Grêmio Barueri por 3 a 1, em jogo válido pela Série C.
Já em 2014, Leonardo tornou-se titular do Vila Nova durante o Campeonato Brasileiro da Série B, e marcou seu primeiro gol no dia 30 de setembro daquele ano, numa derrota em casa por 5 a 1 contra o Ceará. No dia 24 de dezembro de 2014 foi vendido ao Cruzeiro, sendo emprestado logo em seguida ao Boa Esporte.
No dia 12 de janeiro de 2017, após ser campeão da Série C de 2016 com o Boa Esporte, Leonardo assinou pelo Grêmio.

## Títulos
Boa Esporte
- Campeonato Brasileiro da Série C: 2016

Grêmio
- Copa Libertadores: 2017
- Recopa Sul-Americana: 2018
- Campeonato Gaúcho: 2018, 2019 e 2021
- Recopa Gaúcha: 2019

### Prêmios individuais
- Seleção do Campeonato Gaúcho: 2019